# Riksväg 32
De Zweedse rijksweg 32 is gelegen in de provincie Östergötlands län en Jönköpings län en is circa 133 kilometer lang. De weg ligt in het zuidelijke deel van Zweden.

## Plaatsen langs de weg
- Motala
- Skänninge
- Mjölby
- Strålsnäs
- Boxholm
- Tranås
- Gripenberg
- Sundhultsbrunn
- Aneby
- Eksjö
- Ekenässjön
- Vetlanda

## Knooppunten
- in buurt van Riksväg 34 en Riksväg 50 in Motala
- Riksväg 50: start gezamenlijk tracé, tevens kruising met Länsväg 206, bij Skänninge
- E4 + einde gezamenlijk tracé met Riksväg 50, bij Mjölby
- Länsväg 131 bij Tranås
- Länsväg 133 bij Gripenberg
- Länsväg 132 bij Aneby
- Länsväg 134 bij Eksjö
- Riksväg 40 bij Eksjö (bijna kilometer gezamenlijk tracé)
- Riksväg 31/Riksväg 47: gezamenlijk tracé over zo'n 8 kilometer, tot Vetlanda
- Länsväg 127: gezamenlijk tracé (3 kilometer samen (inclusief 31 en 47)), bij Vetlanda

Europese wegen:
E4 · E6 · E10 · E12 · E14 · E16 · E18 · E20 · E22 · E45 · E65
Riksvägar:
9 · 11 · 13 · 15 · 17 · 19 · 21 · 23 · 24 · 25 · 26 · 27 · 28 · 29 · 30 · 31 · 32 · 34 · 35 · 37 · 40 · 41 · 42 · 44 · 46 · 47 · 49 · 50 · 51 · 52 · 53 · 55 · 56 · 57 · 61 · 62 · 63 · 66 · 68 · 69 · 70 · 72 · 73 · 75 · 76 · 77 · 83 · 84 · 86 · 87 · 90 · 92 · 94 · 95 · 97 · 98 · 99